# Ситер (коммуна)
Сите́р (фр. Citers) — коммуна во Франции, находится в регионе Франш-Конте. Департамент — Верхняя Сона. Входит в состав кантона Сен-Совёр. Округ коммуны — Люр.
Код INSEE коммуны — 70155.

## География
Коммуна расположена приблизительно в 330 км к востоку от Парижа, в 65 км северо-восточнее Безансона, в 23 км к северо-востоку от Везуля.
По территории коммуны протекает река Лантерн, есть много озёр.

## Население
Население коммуны на 2010 год составляло 839 человек.
| 1962 | 1968 | 1975 | 1982 | 1990 | 1999 | 2010 |
| ---- | ---- | ---- | ---- | ---- | ---- | ---- |
| 557  | 579  | 561  | 560  | 712  | 750  | 839  |

## Администрация
| Период | Период | Фамилия       | Партия | Примечания |
| ------ | ------ | ------------- | ------ | ---------- |
| 1977   | 2001   | Жильбер Мёнье |        |            |
| 2001   | 2014   | Люсьен Симар  |        |            |

## Экономика
В 2010 году среди 545 человек трудоспособного возраста (15—64 лет) 389 были экономически активными, 156 — неактивными (показатель активности — 71,4 %, в 1999 году было 65,8 %). Из 389 активных жителей работали 358 человек (199 мужчин и 159 женщин), безработных было 31 (10 мужчин и 21 женщина). Среди 156 неактивных 47 человек были учениками или студентами, 58 — пенсионерами, 51 были неактивными по другим причинам.

## Фотогалерея

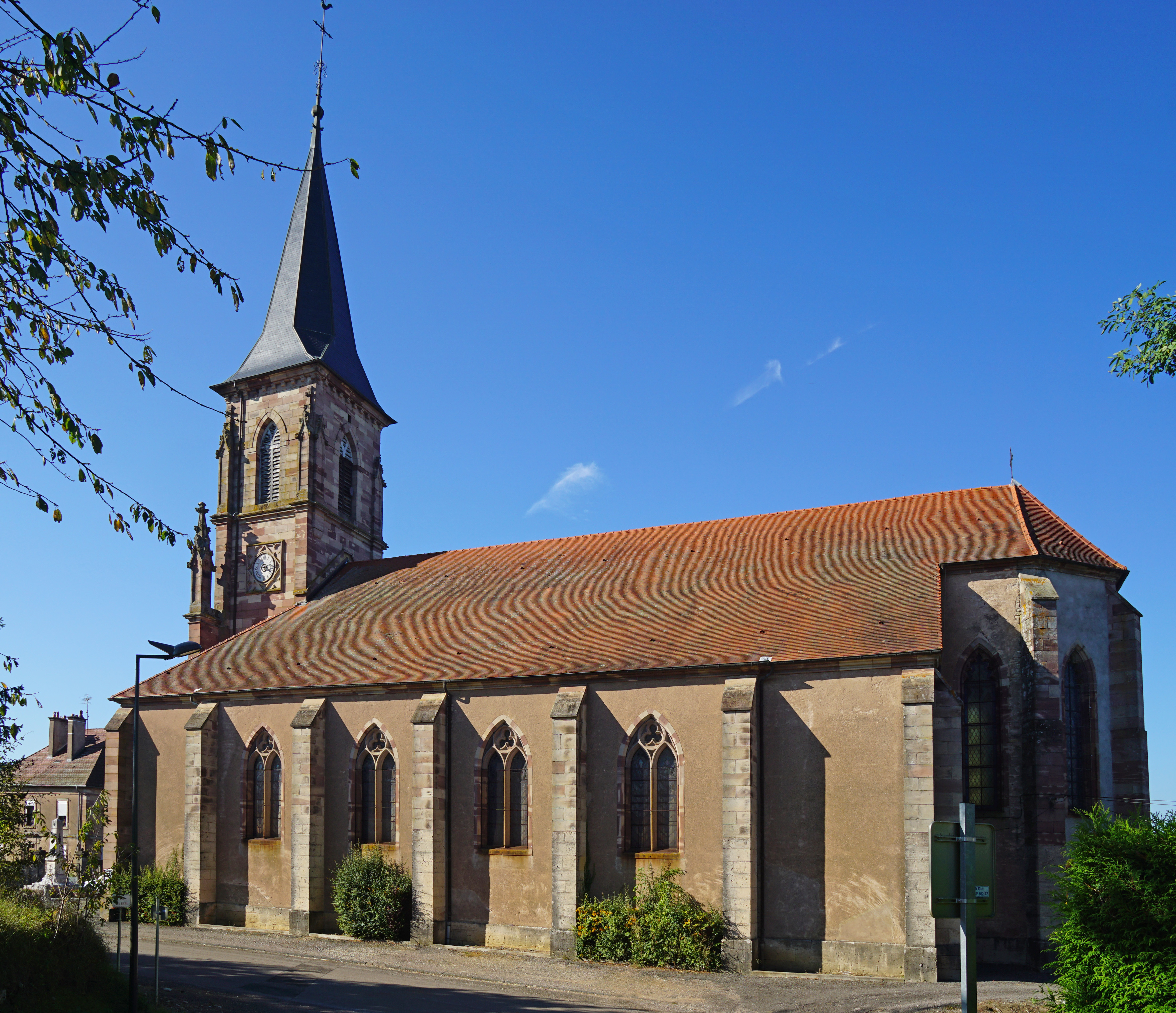
Церковь
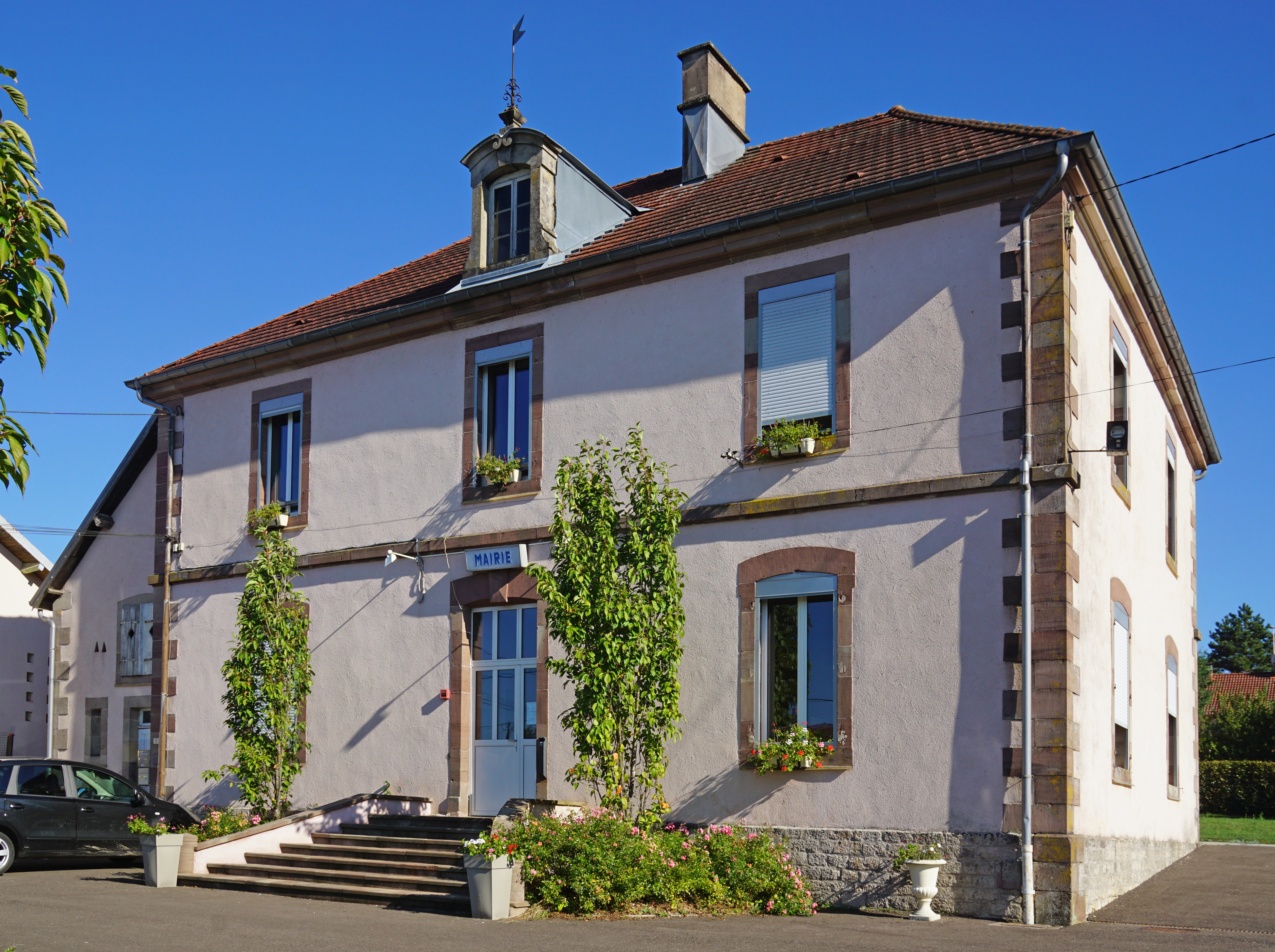
Мэрия
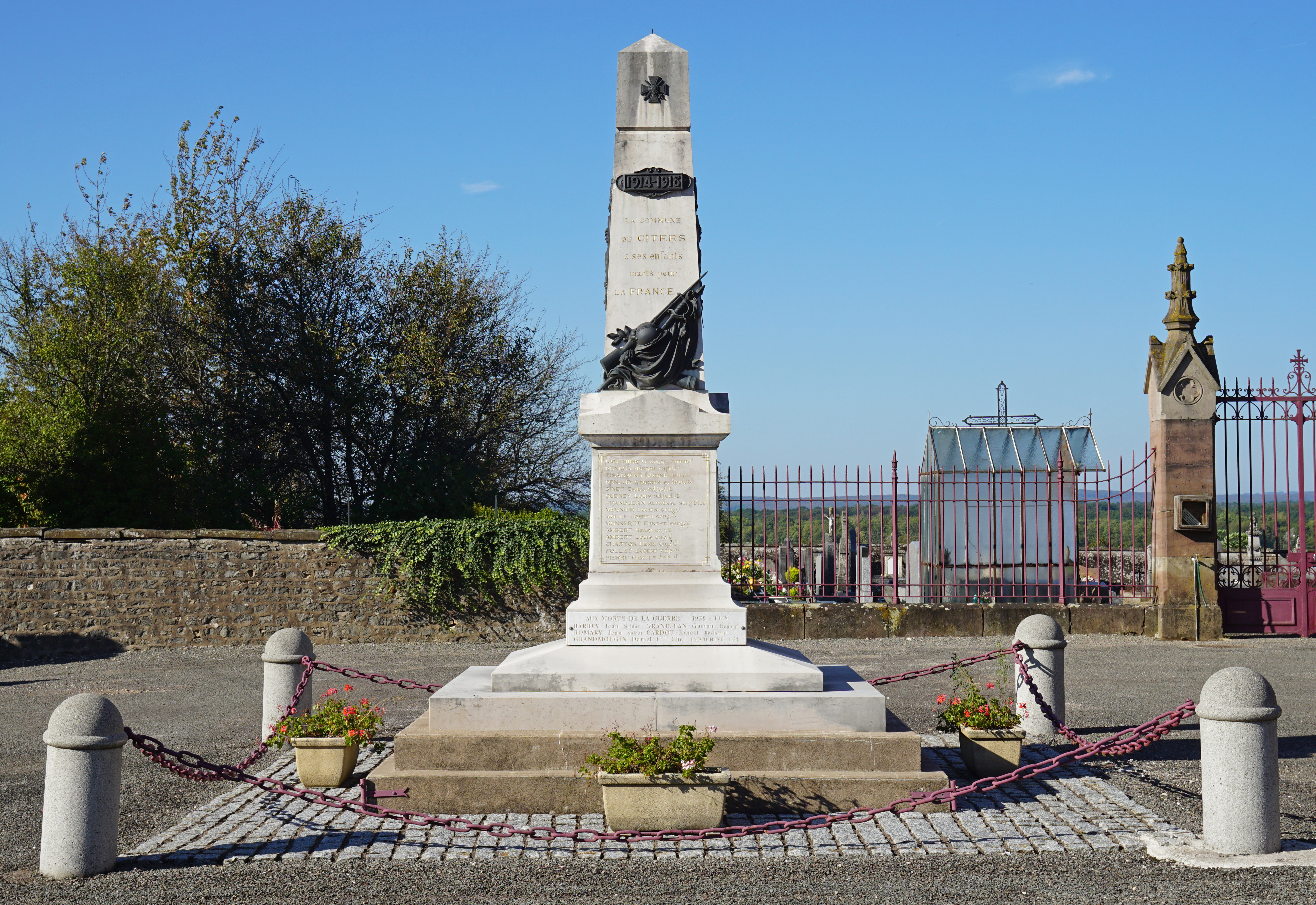
Военный мемориал